# Zulucharis nodosa
Zulucharis nodosa är en stekelart som beskrevs av John M. Heraty 2002. Zulucharis nodosa ingår i släktet Zulucharis och familjen Eucharitidae. Inga underarter finns listade i Catalogue of Life.